# НК-25
НК-25 (изделие «Е») — Турбореактивный двигатель двухконтурный, трёхкаскадный, с форсажной камерой (ТРДДФ), разработанный на Куйбышевском моторном заводе под руководством Н. Д. Кузнецова.
Наряду с НК-32 долгое время являлся одним из самых мощных авиационных двигателей в мире. Разработка началась в 1971 году. Серийное производство с 1977 года.
На базе НК-25 созданы двигатель НК-32 тяжёлого ракетоносца Ту-160, двигатель НК-36СТ газоперекачивающего агрегата, двигатель НК-37 газотурбинной электростанции, двигатель НК-361 газотурбовоза ГТ1.

## Разработка
НК-25 является развитием двигателя НК-22. НК-25 разрабатывался с 1971 года как двухконтурный турбореактивный трёхкаскадный двигатель с общей форсажной камерой и электронной системой управления ЭСУД-25. Трёхкаскадная схема, при увеличении мощности двигателя позволила добиться лучшей экономичности на крейсерских режимах и заметно уменьшила шумность. Также на новой коробке приводов были установлены новые генераторы тока - два ГСР-20БК и привод-генератор ГП16 (в серии ГП23) с генератором переменного тока стабильной частоты ГТ60НЖЧ12.
В 1974 году испытан самолёт Ту-22М2Е с НК-25, в 1975—1976 годах проводились испытания на Ту-144ЛЛ.

## Производство
Двигатель выпускался серийно на Куйбышевском моторном заводе (Куйбышевское НПО "Труд") с 1977 по 1996 год, после чего сборочная оснастка была разобрана. В настоящее время все имеющиеся на вооружении самолёты Ту-22М3 испытывают острый дефицит двигателей и запасных частей к ним, который не может быть восполнен ввиду отсутствия производства.

## Носители
Во время испытаний двигатель устанавливался на экспериментальный самолёт Ту-22М2Е, в настоящее время используется на самолётах типа Ту-22М3 и Ту-22МР.

## ТТХ
Масса двигателя:
- сухая — 3575 кг[4]
- заправленная — 4275 кг[5]
- Тяга двигателя на взлётном режиме на земле — 25000 кгс.
- при оборотах ротора турбины:
  - НД — 5300 об/мин
  - СД — 7420 об/мин
  - ВД — 9670 об/мин
- расход воздуха — 211 кг/сек
- температура в 4-м сопловом аппарате — 820 °C
- Тяга двигателя на максимальном бесфорсажном режиме (МБФР) — 14500 кгс
- Тяга двигателя на режиме малого газа (МГ) — 800 кгс
- Топливо — авиакеросин «РТ» или «Т-8В» с добавкой жидкости «И» или «ТГФ».
- Масло для двигателя — ИПМ-10 или 36/1 КУА

С каждым двигателем работает комплект блоков электронно-дистанционного управления двигателем ЭСУД-25, блок запуска и розжига БАЗР-45 и комплект блоков системы управления воздухозаборником СУЗ-10А.